# InFiné
InFiné est un label français de musique électronique fondé en 2006 par Yannick Matray et Alexandre Cazac, ancien salarié de Delabel et de PIAS, aujourd'hui chargé du développement du label Warp en France. InFiné mélange les styles musicaux, de la musique classique, à l'ambient, en passant par la techno et la minimale.

## Histoire
Le 14 février 2005, lors d'un spectacle aux Bouffes du Nord à Paris, Alexandre Cazac découvre la reprise au piano de Strings of Life (en) de Derrick May, un classique de la techno, par Francesco Tristano,. Alexandre Cazac et Yannick Matray, ancien salarié de l'Adami, décident alors de monter le label Infiné pour signer Not For Piano, premier album de Francesco Tristano, dans la foulée. Infiné devient une SARL le 2 janvier 2006 et le titre Strings of Life, remixé par Apparat et Kiki, permet de donner une petite notoriété au label.
Le deuxième artiste à avoir été signé sur le label est Danton Eeprom, après que Agoria a découvert un de ses morceaux sur le label Virgo. Le disque qui sort fin 2006 chez Infiné s'intitule Wings of Death. Le Mexicain Cubenx est le troisième artiste qu'Infiné accueille, parce que « sa musique dancefloor et mélancolique nous a beaucoup séduit », selon Agoria.
À l'image de son slogan « Easy music for the hard to please » (« De la musique facile pour les gens difficiles à satisfaire »), le label souhaite sortir des sentiers battus. Par exemple en conviant « des jeunes artistes au background classique à repousser les frontières de la musique électronique », comme l'explique Julien Gagnebien, le manager du label, en citant le groupe Aufgang.
Ainsi, InFiné mélange les styles musicaux, de la musique classique, à l'ambient, en passant par la techno et la minimale.
Sur le plan économique, InFiné fonctionne jusqu'en 2010 avec un budget serré, Alexandre Cazac affirmant que le label « ne gagne pas d’argent en publiant de la musique », les ventes des albums de Danton Eeprom, Aufgang ou Apparat s'avérant néanmoins suffisantes « pour payer les autres » ; Agoria le confirme fin janvier 2011 : « Côté business, c’est pas simple, on arrive tout juste à équilibrer, et encore... ». Quelques années plus tard, c'est en grande partie le succès que rencontrent les albums de Rone qui permettent au label de survivre, et d'obtenir une plus vaste reconnaissance critique et publique, notamment avec des concerts à l'Olympia ou à Coachella en 2013 .
La créativité de InFiné est reconnue en 2011 par le théâtre de la Gaîté-Lyrique. Un mois après sa réouverture, l'établissement culturel alors consacré aux arts numériques et aux musiques actuelles, à Paris, offre en avril 2011 une carte blanche de cinq jours au label pour présenter ses artistes et productions.
Le 16 novembre 2011, Agoria annonce qu'il quitte le label pour se concentrer à la fois sur sa carrière d'artiste et sur ses projets en cours, qu'il s'agisse de collaborations avec d'autres artistes ou de composition de bandes originales de films.
Début novembre 2014, le label annonce la sortie d'un nouvel album de Rone, Creatures, à paraître le 9 février 2015 sur Infiné.
InFiné est souvent précurseur dans le domaine des nouvelles technologies numérique et collabore régulièrement avec l’IRCAM.
Par exemple, les artistes affiliés sont impliqués dans la recherche en termes de sound design, et label figure parmi les premiers à s’impliquer dans les médias sociaux et les services de diffusion de la musique en ligne. C’est même le premier label à avoir produit une session musicale en réalité virtuelle via Oculus Rift.
En 2015, Alexandre Cazac a fait partie du panel Stems pour Native Instruments au festival Sònar à Barcelone lors d'une discussion autour du rôle du DJ, de la performance live et du nouveau format développé par Native Instruments.

## Artistes édités
- Deena Abdelwahed[16]
- Blick Bassy
- Carl Craig
- Lucie Antunes
- Rone
- Pedro Soler & Gaspard Claus
- Vanessa Wagner

## Discographie

### Albums
- iF1001 Francesco Tristano - Not For Piano
- iF1002 Apparat - Walls  (sorti en France seulement)
- iF1003 Apparat - Things to be Frickled (sorti France seulement)
- iF1004 Francesco Tristano - Auricle Bio /On
- iF1005 Rone - Spanish Breakfast
- iF1006 Aufgang - Aufgang
- iF1007 Danton Eeprom - Yes Is More
- iF1008 Clara Moto - Polyamour
- iF1009 Arandel - In D
- iF1010 Aufgang - Air On Fire
- iF1011 Bachar Mar-Khalifé - Oil Slick
- iF1012 Francesco Tristano - Idiosynkrasia
- iF1013 Agoria - Impermanence
- iF1014 Murcof - La Sangre Iluminada
- iF1015 Pedro Soler & Gaspar Claus - Barlande
- iF1016 Composer - The Edges Of The World
- iF1017 Cubenx - On Your Own Again
- iF1018 Oxia - Tides of Mind
- iF1020 Rone - Tohu Bohu
- iF1022 Bachar Mar-Khalifé - Who's Gonna Get The Ball From Behind The Wall Of The Garden Today ?
- iF1023 Aufgang - Istiklaliya
- iF1025 Rone - Tohu Bonus
- iF1026 Clara Moto - Blue Distance
- iF1027 Danton Eeprom - If Looks Could Kill
- iF1028 Downliners Sekt - Silent Ascent
- iF1029 Z aka Bernard Szajner - Visions of Dune
- iF1030 Arandel - Solarispellis
- iF1031 Rone - Creatures
- iF1032 Bruce Brubaker - Glass Piano

### Compilations
- iF3002 Introducing InFiné
- iF3005 Balance Unreleased - Selected by Agoria
- iF3008 Remixing InFiné
- iF3009 InFiné Premasters
- iF3017 InFiné Exclusive
- iF3024 If We Pop
- iF3038 InFiné Explorer #1